# コカリク-4D
コカリク-4Dは、日本のピアノ・ロックバンド。2004年に Piano&Vo イツロモリ、Bass タカシンイチ、Drums アベカオリの3人で結成。
一時活動休止を経て、2014年microKorg 渡邊友彦が加入して再始動。